# Christmas with Weezer
Christmas with Weezer è un EP della rock band californiana Weezer, pubblicato il 16 dicembre 2008.
Tutte le sei canzoni contenute nel disco (uscito digitalmente su iTunes) sono cover dei più celebri canti di Natale.
La sua pubblicazione è stata riproposta anche nell'anno successivo sul sito ufficiale della band.

## Tracce
1. We Wish You a Merry Christmas – 1:26
2. O Come All Ye Faithful – 2:04
3. O Holy Night – 4:04
4. The First Noel – 2:22
5. Hark! The Herald Angels Sing – 1:32
6. Silent Night – 2:22